# Хапоель Іроні (Кір'ят-Шмона)
«Хапое́ль Іро́ні» (івр. מועדון כדורגל הפועל עירוני קרית שמונה) — ізраїльський футбольний клуб з міста Кір'ят-Шмона. Заснований 2000 року.

## Досягнення
- Чемпіон Ізраїлю: 2011—12
- Володар кубка Ізраїлю з футболу: 2013-14
- Володар кубка Тото: 2010-11, 2011-12

## Виступи в єврокубках
| Сезон   | Змагання       | Раунд   | Суперник        | 1-а гра | 2-а гра | В сукупності |
| ------- | -------------- | ------- | --------------- | ------- | ------- | ------------ |
| 2008–09 | Кубок УЄФА     | 1КР     | Могрен          | 1–1     | 3–0     | 4–1          |
| 2008–09 | Кубок УЄФА     | 2КР     | Литекс          | 0–0     | 1–2     | 1–2          |
| 2012–13 | Ліга чемпіонів | 2КР     | Жиліна          | 0–1     | 2–0     | 2–1          |
| 2012–13 | Ліга чемпіонів | 3КР     | Нефтчі Баку     | 4–0     | 2–2     | 6–2          |
| 2012–13 | Ліга чемпіонів | ПО      | БАТЕ            | 0–2     | 1–1     | 1–3          |
| 2012–13 | Ліга Європи    | Група I | Ліон            | 3–4     | 0–2     | 4-е          |
| 2012–13 | Ліга Європи    | Група I | Атлетік Більбао | 1–1     | 0–2     | 4-е          |
| 2012–13 | Ліга Європи    | Група I | Спарта Прага    | 1–3     | 1–1     | 4-е          |
| 2014–15 | Ліга Європи    | 3КР     | Динамо Москва   | 1–1     | 1–2     | 2–3          |
| 2015–16 | Ліга Європи    | 3КР     | Слован Ліберець | 1–2     | 0–3     | 1–5          |